# Ýokary Liga 2012
Ýokary Liga 2012 var den 20:e säsongen av toppdivisionen i turkmenisk fotboll. Ligan inleddes den 10 april 2012 och avslutades den 10 november samma år. Efter att Merw Mary lett ligan under stora delar av säsongen passerades klubben i den sista omgången av ligan och FK Balkan kunde försvara ligatiteln.

## Klubbar
Eftersom FK Daşoguz slutade sist i Ýokary Liga 2011 flyttades klubben ned en division. Den näst högsta divisionen vanns av Talyp Sporty Aşgabat, som flyttades upp till Ýokary Liga. Innan säsongen dragit igång drog sig även 2011:års 9:e-placerade lag, FK Gara Altyn, ur ligan. Inget ersättande lag kallades upp utan ligan bestod under säsongen av 9 klubbar varav fyra kom från huvudstaden Asjchabad.
| Klubb                | Stad        | Föregående säsong | Tränare              |
| -------------------- | ----------- | ----------------- | -------------------- |
| FK Achal             | Achal       | 8                 | Armen Sogomonian     |
| FK Altyn Asyr        | Asjchabad   | 6                 | Ali Gurbani          |
| FK Aşgabat           | Asjchabad   | 3                 | Tofik Şukurow        |
| FK Balkan            | Balkanabat  | Mästare           | Aleksandr Klimenko   |
| HTTU Aşgabat         | Asjchabad   | 2                 | Amanmurad Meredow    |
| FK Lebap             | Türkmenabat | 7                 | Ýazguly Hojageldiýew |
| Merw Mary            | Mary        | 4                 | Rinat Habibullin     |
| Şagadam Türkmenbaşy  | Türkmenbaşy | 5                 | Rahym Gurbanmämmedow |
| Talyp Sporty Aşgabat | Asjchabad   | Uppflyttade       | Rejepmyrat Agabaýew  |

## Ligatabell
| Nr | Lag                  | S  | V  | O  | F  | GM | IM | MS  | P  |
| -- | -------------------- | -- | -- | -- | -- | -- | -- | --- | -- |
| 1  | FK Balkan            | 32 | 23 | 4  | 5  | 66 | 19 | +47 | 73 |
| 2  | Merw Mary            | 32 | 21 | 9  | 2  | 58 | 26 | +32 | 72 |
| 3  | HTTU Aşgabat         | 32 | 15 | 11 | 6  | 48 | 20 | +28 | 56 |
| 4  | FK Achal             | 32 | 15 | 5  | 12 | 59 | 45 | +14 | 50 |
| 5  | Şagadam Türkmenbaşy  | 32 | 14 | 5  | 13 | 43 | 39 | +4  | 47 |
| 6  | FK Altyn Asyr        | 32 | 13 | 7  | 12 | 46 | 39 | +7  | 46 |
| 7  | Talyp Sporty Aşgabat | 32 | 6  | 4  | 22 | 23 | 70 | −47 | 22 |
| 8  | FK Lebap             | 32 | 6  | 3  | 23 | 27 | 54 | −27 | 21 |
| 9  | FK Aşgabat           | 32 | 5  | 4  | 23 | 22 | 80 | −58 | 19 |